# Macrobrachium edentatum
Macrobrachium edentatum is een garnalensoort uit de familie van de Palaemonidae. De wetenschappelijke naam van de soort is voor het eerst geldig gepubliceerd in 1986 door Liang & Yan.